# Floricomus crosbyi
Floricomus crosbyi är en spindelart som beskrevs av Ivie och Barrows 1935. Floricomus crosbyi ingår i släktet Floricomus och familjen täckvävarspindlar. Inga underarter finns listade i Catalogue of Life.